# Кехати, Пинхас
Пинхас Кехати (ивр. פנחס קהתי‎, 11 сентября 1910, Волынская губерния, Российская империя — 21 декабря 1976, Иерусалим) — польско-израильский раввин, педагог и писатель. Он наиболее известен как автор книги Мишнайот Мевоарот (ивр. משניות מבוארות‎, «Объяснённая Мишна», широко известная как «Кехати Мишнайот»), которая представляет собой комментарий и разъяснение всей Мишны, написанное на современном иврите.

## Биография
Кехати родился под именем Пинхас Гехтман в деревне недалеко от Ровно на Волыни. Его родители Кехат и Малка Гехтман погибли во время Холокоста. В юности он учился в религиозных и религиозных сионистских школах, получил сан раввина в раввинской школе «Тахкемони» в Варшаве; он также был лидером сионистского молодёжного движения Хашомер Хадати в Варшаве.
Он совершил алию в 1935 (или 1936) году и начал изучать математику, физику, религиозную философию и каббалу в Еврейском университете, но был вынужден отказаться от обучения из-за финансовых трудностей. Первоначально он работал учителем и в Ха-поэль ха-мизрахи. Позже, в течение многих лет, он работал кассиром в банке Мизрахи. Он активно сотрудничал с Бней Акивой (организацией-преемником Хашомер Хадати) и публиковал для них буклеты с руководствами.
В 1953 году он был назначен в рабочий комитет Ха-поэль ха-мизрахи и взял на себя ответственность за молодёжное подразделение, а также обязанности по руководству молодёжью организации Бней Акива. У него возникла идея публиковать ежедневную брошюру с комментариями к Мишне текущего дня, изучаемой в рамках цикла Мишна Йомит (две мишнайот в день). Первоначально он попросил нескольких других людей написать комментарий, но остался недоволен результатами. После совета жены Кехати сам начал писать комментарии.
Комментарии начали печататься с начала 1955 года. Первоначально каждый день печаталась одна страница, охватывающая две мишнайот. Позже формат перешёл на еженедельную брошюру, охватывающую 14 мишнайот. Первоначально Кехати нёс все расходы без внешнего финансирования. Однако через восемь месяцев это стало ему не под силу, и он был вынужден остановиться. Но вскоре появились внешние доноры, поддержавшие проект. Работа возобновилась, и комментарий ко всей Мишне был закончен в 1963 году. В 1967 году он был награждён премией Рава Кука от муниципалитета Тель-Авив-Яффо за комментарий к Мишне.
Религиозная сионистская организация «Неэманей Тора ВаАвода» призвала администрацию израильских религиозных школ создать условия для изучения учащимися начальных школ жизни Кехати, поскольку, по их мнению, он послужит отличным примером для подражания.
Комментарии Кехати оказали огромное влияние на современное изучение Мишны в еврейских общинах, поскольку его комментарий использовался во многих различных ситуациях. Он содержит подробные примечания для начинающих, которые хорошо владеют ивритом, а также переведены на английский язык. Продолжая работать в банке, сочиняя свой комментарий к Мишне, Кехати оставался верным фундаментальной сионистской идеологии Бней Акива Торы и Аводы, или Торы и Работы, которая была фундаментальным принципом ранних религиозных сионистов.
При поддержке Любавичского Ребе он начал создавать аналогичный комментарий к Торе, но это не увенчалось успехом.
Кехати также сочинял мелодии для традиционных еврейских песен.

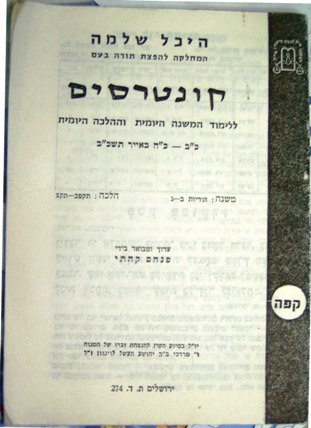
Оригинальная брошюра Кехати для изучения Мишнайот

Он умер в 1976 году.

## Комментарии
В ответ на растущий спрос на комментарий к Мишне на современном иврите, Бней Акива из Бней-Брака спонсировало Кехати разработку комментария. Кехати хотел распространить Тору по всему миру, поэтому он стремился написать ясный, краткий и лёгкий для чтения комментарий и разъяснение всей Мишны.
С 1955 по 1964 год Кехати публиковал еженедельную брошюру, которую вручную рассылали 5000 подписчикам. В каждой брошюре он объяснял 14 мишнайот (по два в день), два закона из Шулхан аруха, два закона Маймонида и отрывки из Танаха. Первые брошюры содержали комментарии, которые Кехати собрал от учеников местной ешивы. Разочарованный несоответствием качества комментариев и подхода, Кехати нанял раввина Цви А. Йехуду, который преподавал Мишну в радиопрограмме Израильской радиовещательной службы (Коль Исраэль), чтобы тот помог разработать последовательный подход к его комментариям. В период с 1956 по 1959 год около 150 брошюр приписывались его соавтору. Первое книжное издание Кехати Мишны включает эту атрибуцию. Многие издания были опубликованы после смерти Кехати в 1976 году. Последние издания также включают традиционный комментарий Бартенуры, что повышает привлекательность комментариев для сообщества харедим. Несмотря на то, что Кехати был религиозным сионистом, его работы можно найти во многих домах и синагогах харедим.
Эта работа была переведена на английский язык и опубликована в 1994 году под названием «Мишна, новый перевод с комментариями Пинхаса Кехати» (под редакцией Авнера Томашоффа).

### Сравнение с другими комментариями
Комментарий Кехати к Мишне был написан на современном иврите, в дизайне обложки книги использовались модный шрифт и цвет, в нём отсутствовала декоративная мраморность по краям. Макет страницы комментария Кехати имитирует макет идишского комментария к Мишне доктора Сымхи Петрушки (опубликован в Монреале, 1946 г.). И Кехати, и Петрушка выросли в Варшаве. На комментарий Кехати повлияла ясность комментария Меири к Талмуду, а также современные подходы доктора Петрушки, раввина Цви А. Йехуды и профессора Ханоха Альбека, которых он цитирует в своём комментарии.